# Rząd Danii
Dania jest monarchią konstytucyjną z unikameralnym parlamentem. Rząd Danii (Rada Ministrów) jest kierowany przez premiera. Gabinet i premier są odpowiedzialni za swoje decyzje przed parlamentem. Premier, wraz ze swoimi ministrami, zostaje zaprzysiężony przez duńskiego monarchę.

## Rządy
- Pierwszy rząd Adama Wilhelma Moltke
- Drugi rząd Adama Wilhelma Moltke
- Trzeci rząd Adama Wilhelma Moltke
- Czwarty rząd Adama Wilhelma Moltke
- Pierwszy rząd Christiana Albrechta Bluhme
- Rząd Andersa Sandøe Ørsteda
- Rząd Petera Georga Banga
- Rząd Carla Christoffera Georga Andræ
- Pierwszy rząd Carla Christiana Halla
- Rząd Carla Edvarda Rotwitta
- Drugi rząd Carla Christiana Halla
- Rząd Ditleva Gotharda Monrada
- Drugi rząd Christiana Albrechta Bluhme
- Rząd Christiana Emila Krag-Juel-Vind-Frijsa
- Rząd Ludviga Holstein-Holsteinborga
- Rząd Christena Andreasa Fonnesbech
- Rząd Jacoba Brønnuma Scavenius Estrupa
- Rząd Tage Reedtza-Thotta
- Rząd Hugo Egmonta Hørringa
- Rząd Hannibal Sehesteda
- Rząd Johana Henrika Deuntzera
- Pierwszy rząd Jensa Christiana Christensen
- Drugi rząd Jensa Christiana Christensen
- Pierwszy rząd Nielsa Neergaarda
- Rząd Ludviga Holsteina-Ledreborga
- Pierwszy rząd Carla Theodora Zahle
- Rząd Klausa Berntsena
- Drugi rząd Carla Theodora Zahle
- Rząd Ottona  Liebe
- Rząd Michaela Pedersena Friisa
- Drugi  rząd Nielsa Neergaarda
- Trzeci rząd Nielsa Neergaarda
- Pierwszy rząd Thorvalda Stauninga
- Rząd Thomasa Madsena-Mygdala
- Drugi rząd Thorvalda Stauninga
- Trzeci rząd Thorvalda Stauninga
- Pierwszy rząd Vilhelma Buhla
- Rząd Erika Scaveniusa
- Drugi rząd Vilhelma Buhla
- Rząd Knuda Kristensena
- Pierwszy rząd Hansa Hedtofta
- Rząd Erika Eriksena
- Drugi rząd Hansa Hedtofta
- Pierwszy rząd Hansa Christiana Hansena
- Drugi rząd Hansa Christiana Hansena
- Pierwszy rząd Viggo Kampmanna
- Drugi rząd Viggo Kampmanna
- Pierwszy rząd Jensa Otto Kraga
- Drugi rząd Jensa Otto Kraga
- Rząd Hilmara Baunsgaarda
- Trzeci rząd Jensa Otto Kraga
- Pierwszy rząd Ankera Jørgensena
- Rząd Poula Hartlinga
- Drugi rząd Ankera Jørgensena
- Trzeci rząd Ankera Jørgensena
- Czwarty rząd Ankera Jørgensena
- Piąty rząd Ankera Jørgensena
- Pierwszy rząd Poula Schlütera
- Drugi rząd Poula Schlütera
- Trzeci rząd Poula Schlütera
- Czwarty rząd Poula Schlütera
- Pierwszy rząd Poula Nyrupa Rasmussena
- Drugi rząd Poula Nyrupa Rasmussena
- Trzeci rząd Poula Nyrupa Rasmussena
- Czwarty rząd Poula Nyrupa Rasmussena
- Pierwszy rząd Andersa Fogh Rasmussena
- Drugi rząd Andersa Fogh Rasmussena
- Trzeci rząd Andersa Fogh Rasmussena
- Pierwszy rząd Larsa Løkke Rasmussena
- Pierwszy rząd Helle Thorning-Schmidt
- Drugi rząd Helle Thorning-Schmidt
- Drugi rząd Larsa Løkke Rasmussena
- Trzeci rząd Larsa Løkke Rasmussena
- Pierwszy rząd Mette Frederiksen